# Bỉm Sơn
Bỉm Sơn là một phường thuộc tỉnh Thanh Hóa, Việt Nam.
Được thành lập ngày 16 tháng 6 năm 2025 trên cơ sở các phường trung tâm và phía đông của thị xã Bỉm Sơn cùng xã Hà Vinh của huyện Hà Trung, phường Bỉm Sơn chính thức hoạt động từ ngày 1 tháng 7 năm 2025.

## Địa lý
Phường Bỉm Sơn nằm ở rìa đông bắc của tỉnh Thanh Hóa, có vị trí địa lý:
- Phía bắc, đông bắc giáp tỉnh Ninh Bình dọc theo dãy núi Tam Điệp
- Phía đông nam giáp xã Ba Đình
- Phía nam giáp xã Hoạt Giang
- Phía tây giáp phường Quang Trung.

Phường Bỉm Sơn có diện tích tự nhiên 51,84 km², quy mô dân số năm 2024 là 45.997 người, mật độ dân số đạt 887 người/km².

## Lịch sử
Địa giới hành chính phường Bỉm Sơn trước đây vốn là các phường nằm ở trung tâm và phía đông của thị xã Bỉm Sơn và xã Hà Vinh vốn bị tách rời với các xã, thị trấn khác của huyện Hà Trung.
Ngày 16 tháng 6 năm 2025, thị xã Bỉm Sơn và huyện Hà Trung bị giải thể do bỏ cấp huyện; phường Bỉm Sơn được thành lập theo Nghị quyết số 1686/NQ-UBTVQH15 của Ủy ban Thường vụ Quốc hội trên cơ sở sáp nhập toàn bộ diện tích tự nhiên và quy mô dân số của:
- 3 phường Đông Sơn, Lam Sơn, Ba Đình từng thuộc thị xã Bỉm Sơn
- Xã Hà Vinh từng thuộc huyện Hà Trung.

Phường này chính thức hoạt động từ ngày 1 tháng 7 năm 2025, là đơn vị hành chính trực thuộc tỉnh Thanh Hóa.

## Hành chính
Phường Bỉm Sơn có 35 tổ dân phố. Dưới đây là danh sách các tổ dân phố theo địa giới từng xã, phường cũ:
| Mã    | Tên xã/phường | Hành chính    | Hành chính                                                                                        |
| Mã    | Tên xã/phường | Số lượng      | Danh sách                                                                                         |
| ----- | ------------- | ------------- | ------------------------------------------------------------------------------------------------- |
| 14812 | Ba Đình       | 10 tổ dân phố | Được đánh số từ 2 đến 11                                                                          |
| 14815 | Lam Sơn       | 6 tổ dân phố  | 1, 12, 13, 14, Cổ Đam, Nghĩa Môn                                                                  |
| 14821 | Đông Sơn      | 12 tổ dân phố | 15, 16, 17, 18, Điền Lư, Đoài Thôn, Đông Thôn, Liên Giang, Sơn Nam, Sơn Tây, Trường Sơn, Xuân Nội |
| 15277 | Hà Vinh       | 7 tổ dân phố  | Đại Lợi, Đông Thị, Đông Vinh, Lương Thôn, Mỹ Quan, Quý Vinh, Tây Vinh                             |